# Premio Heinrich Heine
Il premio Heinrich Heine si riferisce a tre diversi premi in onore del poeta tedesco del XIX secolo Christian Johann Heinrich Heine:
- Premio Heinrich Heine di Düsseldorf
- Premio Heinrich Heine, del Ministero della Cultura dell'ex RDT, che è stato assegnato fino al 1990
- Premio Heinrich Heine della "Heinrich-Heine-Gesellschaft", Amburgo

## Premio Heinrich Heine della città di Düsseldorf

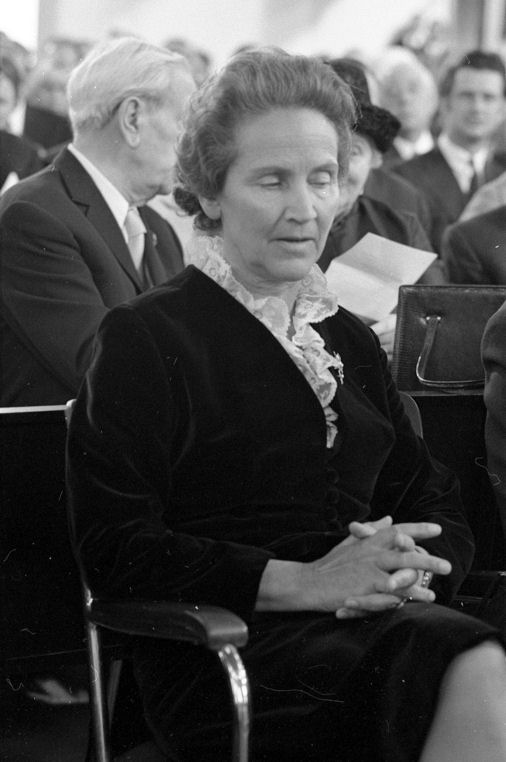
Marion Gräfin Dönhoff

Il premio Heinrich Heine della città di Düsseldorf è stato istituito in occasione del 175 ° compleanno di Heine. L'onore viene assegnato a personalità che attraverso il loro lavoro  diffondono l'idea che tutte le persone appartengono allo stesso gruppo: l'umanità.
A partire dal 1972, il premio Heine è stato assegnato per ogni tre anni; dal 1981 è stato assegnato ogni due anni. L'assegnazione del premio Heine 1995 è stata spostata all'anno 1996. Da quel momento il premio Heine viene nuovamente assegnato ogni due anni.
All'inizio il vincitore prendeva un montepremi di 25 000 €; a partire dall'anno 2006, 150 anni dopo la morte del poeta, la città di Düsseldorf ha raddoppiato il montepremi a 50 000 €.

### Vincitori
- 1972 Carl Zuckmayer
- 1974 Kito Lorenc
- 1975 Pierre Bertaux
- 1978 Sebastian Haffner
- 1981 Walter Jens

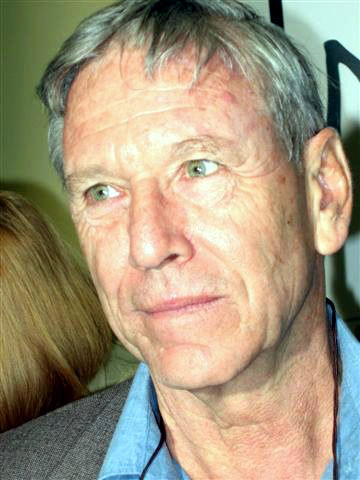
Amos Oz

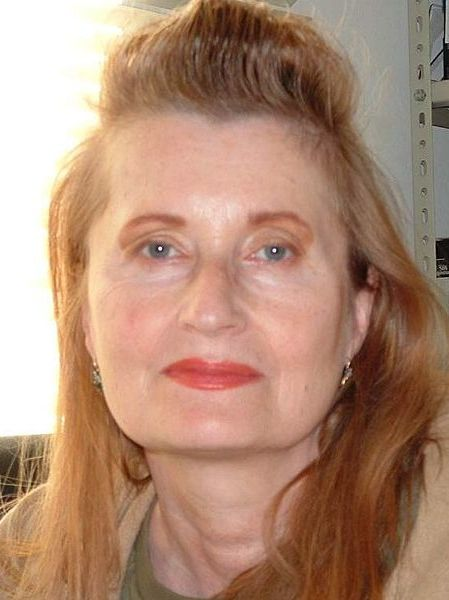
Elfriede Jelinek

- 1983 Carl Friedrich von Weizsäcker
- 1985 Günter Kunert
- 1987 Marion Gräfin Dönhoff
- 1989 Max Frisch
- 1991 Richard von Weizsäcker
- 1993 Wolf Biermann
- 1996 Władysław Bartoszewski
- 1998 Hans Magnus Enzensberger
- 2000 W. G. Sebald
- 2002 Elfriede Jelinek
- 2004 Robert Gernhardt
- 2006 Non assegnato[1]
- 2008 Amos Oz
- 2010 Simone Veil
- 2012 Jürgen Habermas
- 2014 Alexander Kluge
- 2016 A. L. Kennedy
- 2018 Leoluca Orlando
- 2020 Rachel Salamander

## Premio Heinrich Heine della Heinrich-Heine-Gesellschaft
Dal 1965, la Heinrich-Heine-Gesellschaft di Amburgo ha presentato un premio letterario a intervalli irregolari. Consiste in un oggetto in bronzo Die Schere der Zensur  realizzato dallo scultore Bert Gerresheim.

### Vincitori
- 1965 Max Brod
- 1972 Hilde Domin
- 1976 Marcel Reich-Ranicki
- 1981 Martin Walser
- 1984 Peter Rühmkorf
- 1989 Kay und Lore Lorentz
- 1992 Sarah Kirsch
- 1994 Tankred Dorst
- 1997 Ruth Klüger
- 2000 Bernhard Schlink
- 2003 Dieter Forte
- 2006 Alice Schwarzer
- 2009 Herta Müller
- 2012 Dževad Karahasan

## Premio Heinrich Heine, del Ministero della Cultura dell'ex RDT
Il premio Heinrich Heine del Ministero per la cultura della DDR viene assegnato una volta all'anno per opere liriche e opere di giornalismo letterario. L'altezza del premio ammonta a 15.000 marchi.

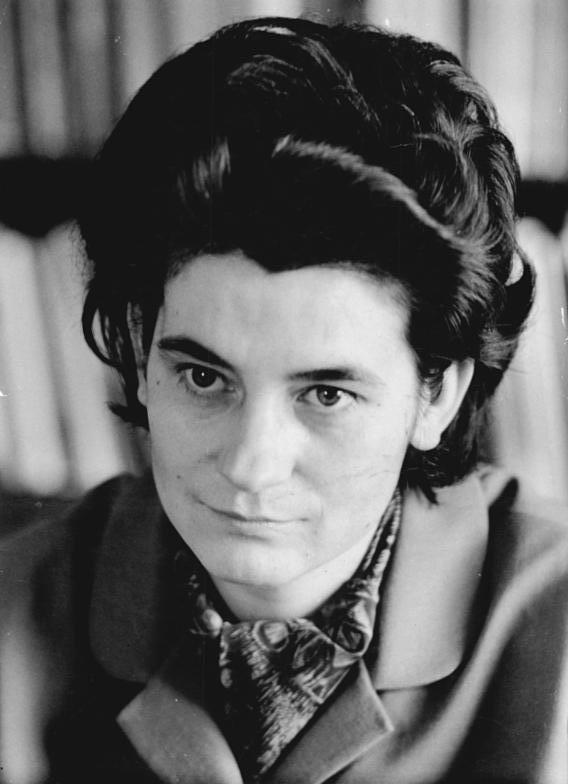
Christa Wolf

### Vincitori
- 1953 Stefan Heym
- 1957 Herbert Nachbar
- 1959 Heiner Müller, Wieland Herzfelde
- 1960 Gerd Semmer
- 1961 Armin Müller
- 1962 Hermann Kant
- 1963 Heinz Kahlau
- 1964 Christa Wolf, Hugo Huppert
- 1965 Heinz Knobloch
- 1970 Rolf Recknagel
- 1971 Volker Braun
- 1972 Stephan Hermlin, Hans Kaufmann
- 1973 Sarah Kirsch, Ulrich Plenzdorf
- 1974 Kito Lorenc
- 1975 Irmtraud Morgner, Eva Strittmatter
- 1976 Dieter Süverkrüp
- 1977 Heinz Czechowski
- 1978 Egon Richter
- 1979 Jürgen Rennert
- 1984 Bernt Engelmann (?), John Erpenbeck
- 1985 Peter Gosse
- 1987 Luise Rinser
- 1988 Peter Rühmkorf
- 1990 Hans-Eckardt Wenzel